# Lållansberg
Lållansberg är ett naturreservat kring toppen och östra sidan av berget med samma namn i Vansbro kommun i Dalarnas län.
Området är naturskyddat sedan 2015 och är 129 hektar stort. Reservatet består på toppen av hällmarkstallskog där också en tjärn finns, av granskog i dalgången kring Lållansbergsbäcken.